# Daniel Romero
Daniel Romero Oliva (Malaga, 3 gennaio 1973) è un ex cestista spagnolo, professionista nella Liga ACB.